# Saint-Georges-ten-Distel
Pour les articles homonymes, voir Sint-Joris.
Saint-Georges-ten-Distel en français, Sint-Joris-ten-Distel en néerlandais, parfois simplement nommé Saint-Georges, ou Sint-Joris, est une section de la commune belge de Beernem située en Région flamande dans la province de Flandre-Occidentale. C'était une commune à part entière avant la fusion des communes de 1977.

## Démographie

### Évolution démographique
- Sources : INS, Rem. : 1831 jusqu'en 1970 = recensements, 1976 = nombre d'habitants au 31 décembre[5].

## Histoire
Au commencement, probablement dans le courant du Xe siècle, il y avait une société d'arbalétriers constitués sous le patronage de Saint-Georges qui décida d'ériger sur les terres de Saint-Georges-ten-Distel, une chapelle pour la population locale. Autour de ladite chapelle vinrent s'établir plusieurs habitations qui formèrent ainsi les prémisses du village. En 1242, la paroisse est érigée en cure pendant la fameuse tournée de l'évêque Gauthier de Marvis, à l'instar des paroisses de Beernem, de Knesselare et d'Oedelem.

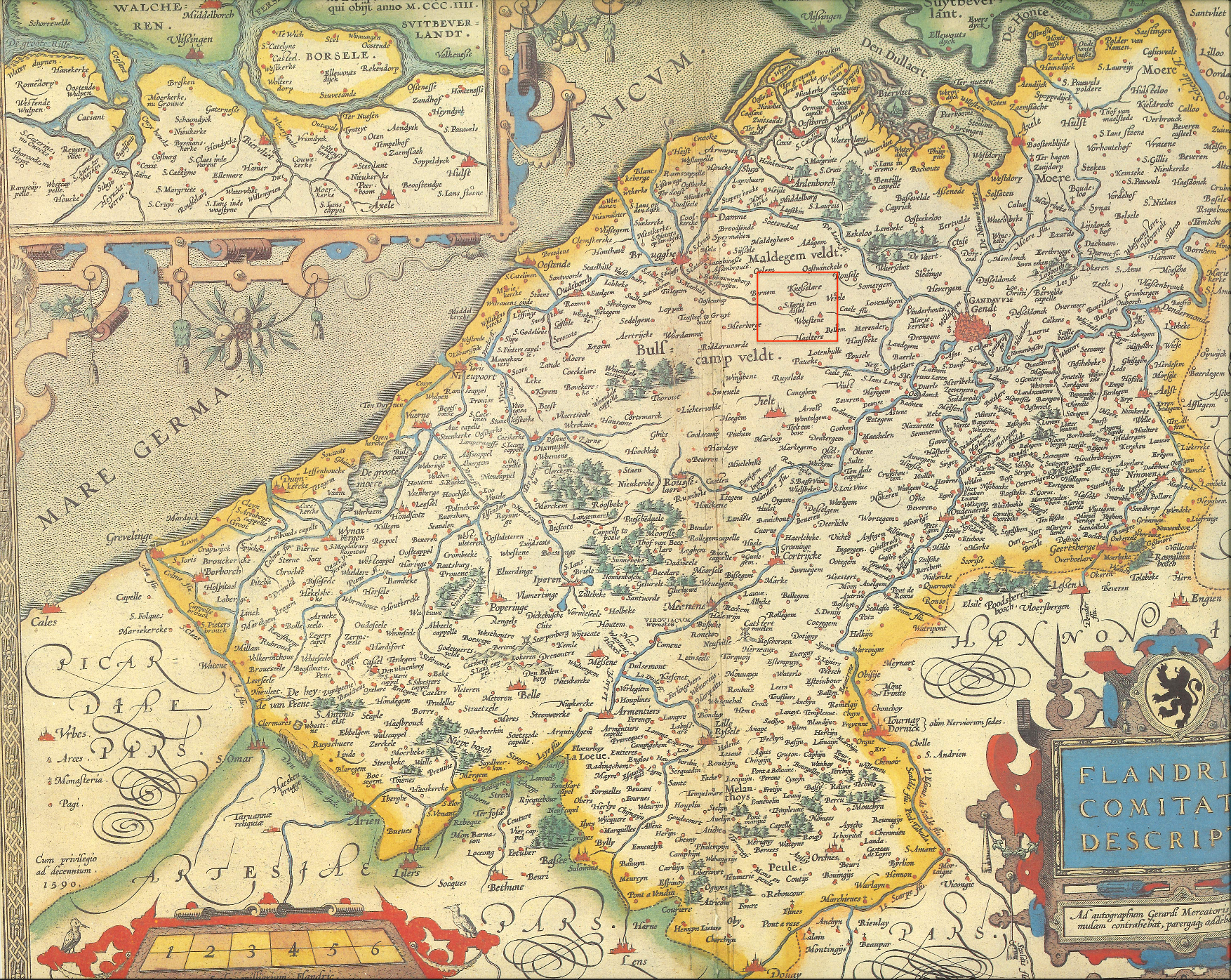

En 1390, son seigneur est le chevalier Jean de Baenst, échevin du Franc de Bruges de 1384 à 1403. Il devient grand bailli de la ville et du Franc de Bruges en 1401 et est un conseiller de Philippe-le-Hardi, duc de Bourgogne. Son fils, Jean de Baenst fut également seigneur de Saint-Georges et conseiller de Jean sans Peur et le fils de ce dernier, également Jean de Baenst, devint lui aussi conseiller du duc de Bourgogne d'alors, Philippe le Bon. Ce dernier fut aussi conseiller de la ville de Bruges et chevalier de la noble et chevaleresque société de l'Ours Blanc en 1440.